# Leopoldo Rodés Parés
Leopoldo Rodés Parés, también conocido como Leopoldo Rodés (Barcelona, España; 7 de febrero de 1939) es un arquitecto español, con una larga trayectoria vinculada al deporte como nadador olímpico, waterpolista internacional y directivo del Club Natació Barcelona.

## Biografía
Desarrolló toda su carrera deportiva en el Club Natació Barcelona. Fue campeón de España de 100 metros libre durante cuatro años consecutivos, de 1958 a 1961. El 30 de julio de 1960 batió el récord de España de esta modalidad con 0:58.0, lo que le llevó a ser incluido in extremis en el equipo español que participó en los Juegos Olímpicos celebrados en Roma en agosto. En la piscina olímpica quedó en sexta posición de la primera serie eliminatoria de 100 metros libre, con un registro de 1:00.7, muy lejos de la plusmarca lograda un mes antes. En relevos conquistó otros cuatro campeonatos de España con el equipo de Cataluña: en 4 x 100 metros libre (1964), en 4 x 200 metros libre (1961) y en 4 x 400 metros estilos (1961 y 1962). En su palmarés como nadador también destacan las tres victorias obtenidas en la Copa Nadal (1960, 1961 y 1963).
Posteriormente jugó a waterpolo con el CN Barcelona y con la selección española, de la que llegó a ser capitán. Con su club conquistó el Campeonato de España en 1964 y la primera edición de la liga española, disputada en 1966.

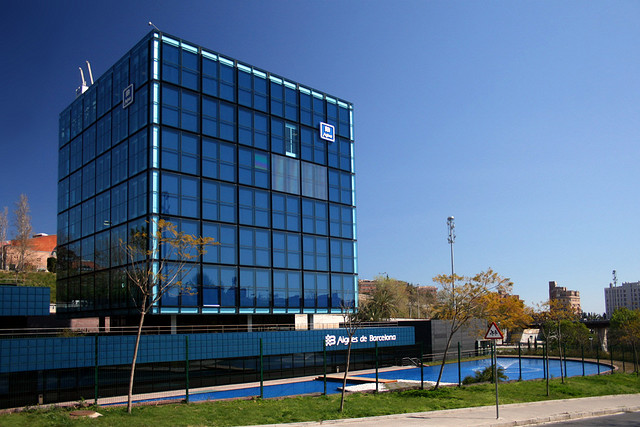
Edificio de Aguas de Barcelona.

Tras su retirada, continuó ligado al club cenebista como directivo, llegando a ocupar la vicepresidencia en los años 1980. Arquitecto de profesión, se encargó de las obras de rehabilitación y ampliación de las instalaciones del club. Entre sus trabajos destaca también la sede social de Aguas de Barcelona, construida en 2007 cerca de la calle de Collblanc.

## Premios
- Placa de honor de la Real Federación Española de Natación (1965)
- Medalla de oro de la Real Federación Española de Natación (1966)